# Pédaso (Mesenia)
Pédaso (en griego, Πήδασο) es el nombre de una antigua ciudad griega de Mesenia. 
Se trataba de una de las siete ciudades mesenias que, según narra Homero en la Ilíada, fueron ofrecidas por Agamenón a Aquiles a cambio de que este depusiera su ira. A Pédaso se le aplicaba el epíteto de «rica en viñedos».
Pausanias comentaba que Pédaso era el nombre antiguo de la ciudad llamada Motone. Estrabón, además de mencionar esta posibilidad, decía que había también quienes opinaban que debía identificarse con Corone.